# Ancalagon (Tolkien)
Ancalagon de Zwarte (Engels: Ancalagon the Black) is een draak, in de fictieve wereld Midden-aarde van J.R.R. Tolkien.
Aan het eind van de Eerste Era viel het leger van Valinor in de Oorlog van Gramschap Morgoths veste Angband aan. In het nauw gedreven speelde Morgoth zijn laatste troef uit en liet zijn draken los op zijn vijanden. Van deze draken was Ancalagon, wat 'aanstormende kaken' betekent, de grootste en machtigste.
Nadat Morgoth zijn draken had opgeroepen werden zelfs de legers van de Valar door hen teruggedreven. Maar Eärendil kwam in zijn schip Vingilot en rondom hem waren alle grote vogels van de hemel verzameld. Voor een dag en een nacht woedde er een luchtslag totdat Eärendil Ancalagon versloeg, wiens lichaam op de torens van de Thangorodrim viel en deze brak. Met zowel Ancalagon als de andere draken verslagen werd Morgoth (opnieuw) gevangengenomen.
In In de Ban van de Ring heeft Gandalf het nog over Ancalagon als hij zegt dat het vuur dat deze draak kon spuwen heet genoeg was om de Ringen van Macht te vernietigen, behalve de Ene Ring zelf.